# Verney Lovett Cameron

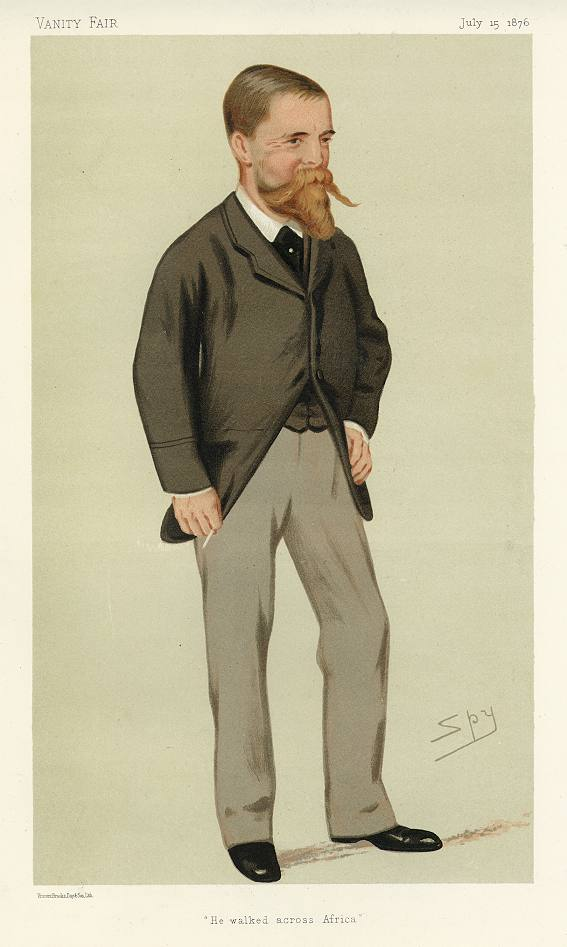
Verney Lovett Cameron (1844-1894)

Verney Lovett Cameron, född 1 juli 1844 och död 27 mars 1894, var en officer i brittiska flottan och upptäcktsresande.
Cameron ledde en brittisk expedition för att undsätta uptäcktsresanden och missionären David Livingstone i Afrika. I mars 1873 avgick han från Bagamoyo på Afrikas östra kust.  Efter att ha fått underrättelse om Livingstones död fortsatte han trots det med en del av expeditionen färden västerut och kom 1874 till Tanganyikasjön. Där upptäckte han dess utlopp, den i Lualabafloden inflytande Lukugafloden. Han for vidare västerut tills han nådde Atlanten vid Benguela i november 1875, och blev därmed den förste europé, som övertvärat Afrika från öst till väst. Sin resa har han beskrivit i Across Africa (1877). 
Cameron, som senare reste i Mindre Asien, Persien och Guldkusten, sysselsatte sig vidare med studier och skriftställeri rörande afrikansk kolonialpolitik.